# Lumaquela

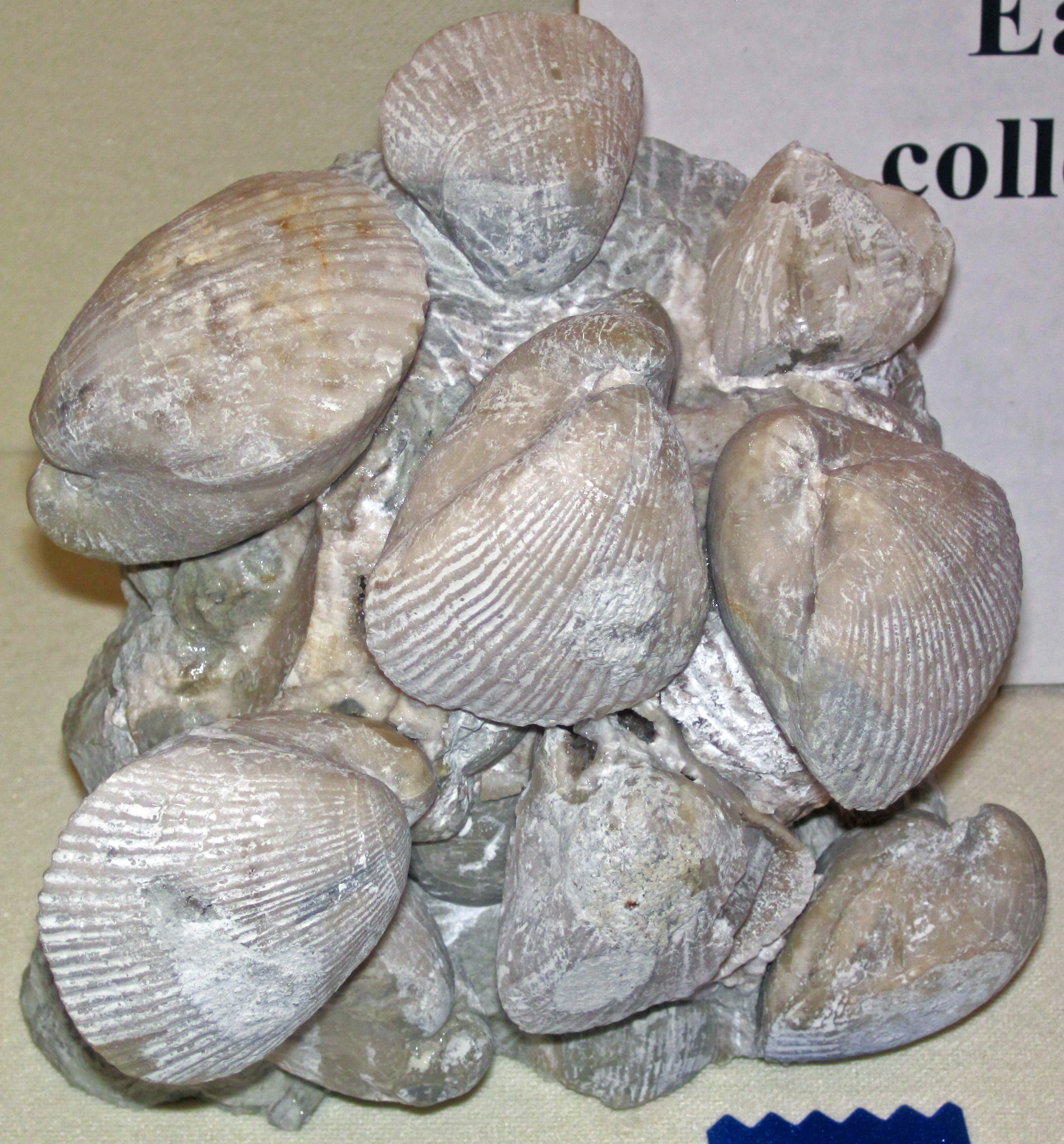
Lumaquela de braquiópodos (Silúrico de Estados Unidos).

La lumaquela es una roca sedimentaria no detrítica calcárea formada por fósiles de conchas, de ahí su otro nombre, caliza conchífera o fosilífera.
En general es de color tierra suave, como cualquier caliza común, pero puede presentar colores diversos, como negro, en el que se observan mejor sus conchas o fósiles. Pueden ser usadas en decoración y construcción de casas, presente el color que presente, siendo pulida para aumentar su brillo.
- Datos: Q3267268